# 胡腾
胡腾（?—?），字子升，桂阳郡（今湖南省郴州市）人，东汉官員。
胡腾年轻时以窦武为师，以学问渊博、行谊正直闻名。初为州、府官吏。汉桓帝巡视南阳，以胡腾为护驾从事。公卿贵戚车骑上万，征收取到费用差役，多得难以计数。胡腾上奏请严禁请托：“天子在国家当中没有内外之别，乘舆所到之处，就是京师。臣请以荆州刺史当做司隶校尉，臣就相当于都官从事。”汉桓帝听从。从此百官肃然，没人敢有非分之求，胡腾因此显名。
汉灵帝即位，窦武为大将军，把持朝政，胡腾被辟为佐治属官，担任窦武府掾，后因窦武在谋诛宦官曹节事件中兵败自杀，胡腾独自卫窦武收尸下葬举办丧事殡敛行丧，也被禁锢不得做官。胡腾及令史南阳张敞一起帮助窦武之孙窦辅逃到零陵郡界，诈称窦辅已死，胡腾养为己子，为他聘娶妻子。后举桂阳孝廉。建安年间，荆州牧刘表征辟窦辅为从事，恢复窦姓。党锢之禁结束，胡腾官至尚书。